# منتخب غوام لكرة القدم للسيدات
منتخب غوام الوطني لكرة القدم للسيدات هو ممثل الولايات المتحدة الرسمي في المنافسات الدولية في كرة القدم في فئة كرة قدم نسائية.

## التاريخ
شاركت غوام في دورة ألعاب جنوب المحيط الهادئ 2003 في سوفا، فيجي، وحققت المركز الثاني.
يشارك المنتخب بانتظام في بطولة شرق آسيا لكرة القدم إي-1 للسيدات. وشارك الفريق لأول مرة في التصفيات التمهيدية للبطولة عام 2007، حيث واجه منتخبات كوريا الجنوبية، وتايبيه الصينية، وهونغ كونغ.
حمل منتخب غوام، الذي يُعرف رسميًا بلقب "ماساكاذا" (والذي يعني "المرأة الشجاعة" بلغة تشامورو)، المشاركة في التصفيات التمهيدية لبطولة 2013، حيث خسر أمام جزر ماريانا الشمالية وهونغ كونغ.
في بطولة 2015، تأهلت غوام إلى الجولة التمهيدية الثانية بعد فوزها على جزر ماريانا الشمالية بنتيجة 7–0 وعلى ماكاو بنتيجة 11–0، وهو أكبر فوز في تاريخ المنتخب. وحصلت اللاعبة سامانثا كوفمان على جائزة أفضل لاعبة في البطولة، فيما نالت زميلتها بايج سيربر جائزة الحذاء الذهبي.
في عام 2016، وتحت قيادة المدرب مارك تشارغوالاف، تأهلت "ماساكاذا" مجددًا إلى الجولة الثانية من البطولة بعد تحقيق انتصارين متتاليين بنتيجة 5–0 على كل من جزر ماريانا الشمالية وماكاو. ونالت سامانثا كوفمان جائزة أفضل لاعبة للمرة الثانية على التوالي، كما فازت بجائزة الحذاء الذهبي مناصفةً مع زميلتها بايج سيربر.
شاركت غوام في بطولة 2019 ضمن الجولة التمهيدية الأولى، وحققت المركز الثاني خلف منغوليا المستضيفة، رغم تسجيلها أكبر عدد من الأهداف وأقل عدد من الأهداف المستقبلة في البطولة.

## صورة المنتخب

### الألقاب
يُعرف منتخب غوام لكرة القدم للسيدات بلقب "ماساكاذا".

### الملعب الرئيسي
يخوض الفريق مبارياته على الملعب الوطني لكرة القدم في غوام الواقع في هاغاتنيا. وتبلغ سعته 1000 متفرج.

## النتائج والمباريات
فيما يلي قائمة بنتائج المباريات خلال الاثني عشر شهرًا الماضية، بالإضافة إلى المباريات المجدولة مستقبلاً.
الرموز
  فوز
  تعادل
  خسارة
  مباراة قادمة

### 2024
| بطولة اتحاد غرب آسيا لكرة القدم للسيدات 2024 19 فبراير 2024 | غوام                        | 3–4   | لبنان                               | جدة، السعودية                                        |
| 17:00 ت ع م+3                                               | *بارتوش 8'، 18' - أنايا 84' | تقرير | *إسكندر 49'، 89'، 90+4' - معلوف 74' | الملعب: الملعب الرديف الحكم: خلود الزعابي (الإمارات) |

| بطولة اتحاد غرب آسيا لكرة القدم للسيدات 2024 21 فبراير 2024 | الأردن                                | 3–0   | غوام | جدة، السعودية                                   |
| 17:00 ت ع م+3                                               | *جبارة 42'، 65' - بيدمونتي 79' (ه.ذ.) | تقرير |      | الملعب: الملعب الرديف الحكم: أحمد سعد (البحرين) |

| بطولة اتحاد غرب آسيا لكرة القدم للسيدات 2024 23 فبراير 2024 | السعودية | 0–2   | غوام            | جدة، السعودية                                   |
| 20:00 ت ع م+3                                               |          | تقرير | *أنايا 21'، 42' | الملعب: الملعب الرديف الحكم: ألسار بدور (سوريا) |

| مباراة ودية 6 أبريل 2024 | جزر ماريانا الشمالية | 0–3 | غوام                                | سايبان، جزر ماريانا الشمالية                 |
| 20:00 ت ع م+10           |                      |     | *بيريز 21' - داهيليغ 33' - جونز 82' | الملعب: مركز التدريب في جزر ماريانا الشمالية |

| مباراة ودية 7 أبريل 2024 | جزر ماريانا الشمالية    | 2–2 | غوام                       | سايبان، جزر ماريانا الشمالية                 |
| 17:00 ت ع م+10           | * 63' (ركلة جزاء) - 84' |     | *كاواتشي 41' - شيبرد 90+7' | الملعب: مركز التدريب في جزر ماريانا الشمالية |

### 2025
| مباراة ودية 25 يونيو | كمبوديا | ضدّ | غوام | بنوم بنه، كمبوديا       |
| --:-- ت ع م+7        |         |    |      | الملعب: الملعب الأولمبي |

| تصفيات كأس آسيا للسيدات 2026 29 يونيو | غوام | ضدّ | الإمارات العربية المتحدة | فييت تري، فيتنام      |
| --:-- ت ع م+7                         |      |    |                          | الملعب: ملعب فييت تري |

| تصفيات كأس آسيا للسيدات 2026 2 يوليو | المالديف | ضدّ | غوام | فييت تري، فيتنام      |
| --:-- ت ع م+7                        |          |    |      | الملعب: ملعب فييت تري |

| تصفيات كأس آسيا للسيدات 2026 5 يوليو | فيتنام | ضدّ | غوام | فييت تري، فيتنام      |
| --:-- ت ع م+7                        |        |    |      | الملعب: ملعب فييت تري |

## الجهاز الفني

### الطاقم الفني الحالي
| المنصب                 | الاسم                    |
| ---------------------- | ------------------------ |
| المدربة الرئيسية       | كيمبرلي شيرمان           |
| المدربون المساعدون     | روس آوا مايكل ميلنر      |
| مدرب حراس المرمى       | يروين بوس                |
| الطبيبة                | ميكيلا رازون             |
| أخصائية العلاج الطبيعي | كيلسي كوهن               |
| مديرة الفريق           | فانس مانيبوسان           |
| مدير الأداء العالي     | بافيل غوبينكو، أريا كروز |
| مسؤولة الإعلام         | آشلي ماركيز              |

### سجل المدربات
- نويل كاسيلاو (1996–1999)
- توماس رينفرو (1999–2004)
- كيم سانغ-هون (2004–2009)
- شيري ستيوارت (2010–2011)
- إلياس ميرفالن (2012–2013)
- كيم سانغ-هون (2014–2015)
- بيليندا ويلسون (2016–2019)
- كيم سانغ-هون (2020–2021)
- روس آوا (2021)
- ساكيكو أوغورا (2021–2022)
- تشاينا راميريز (مؤقتة) (2022)
- كريستين تومسون (2023–2024)
- كيمبرلي شيرمان (ديسمبر 2024–حتى الآن)

### الاستدعاءات الأخيرة
اللاعبات الآتي ذكرهن تم استدعاؤهن إلى التشكيلة خلال الاثني عشر شهرًا الماضية.

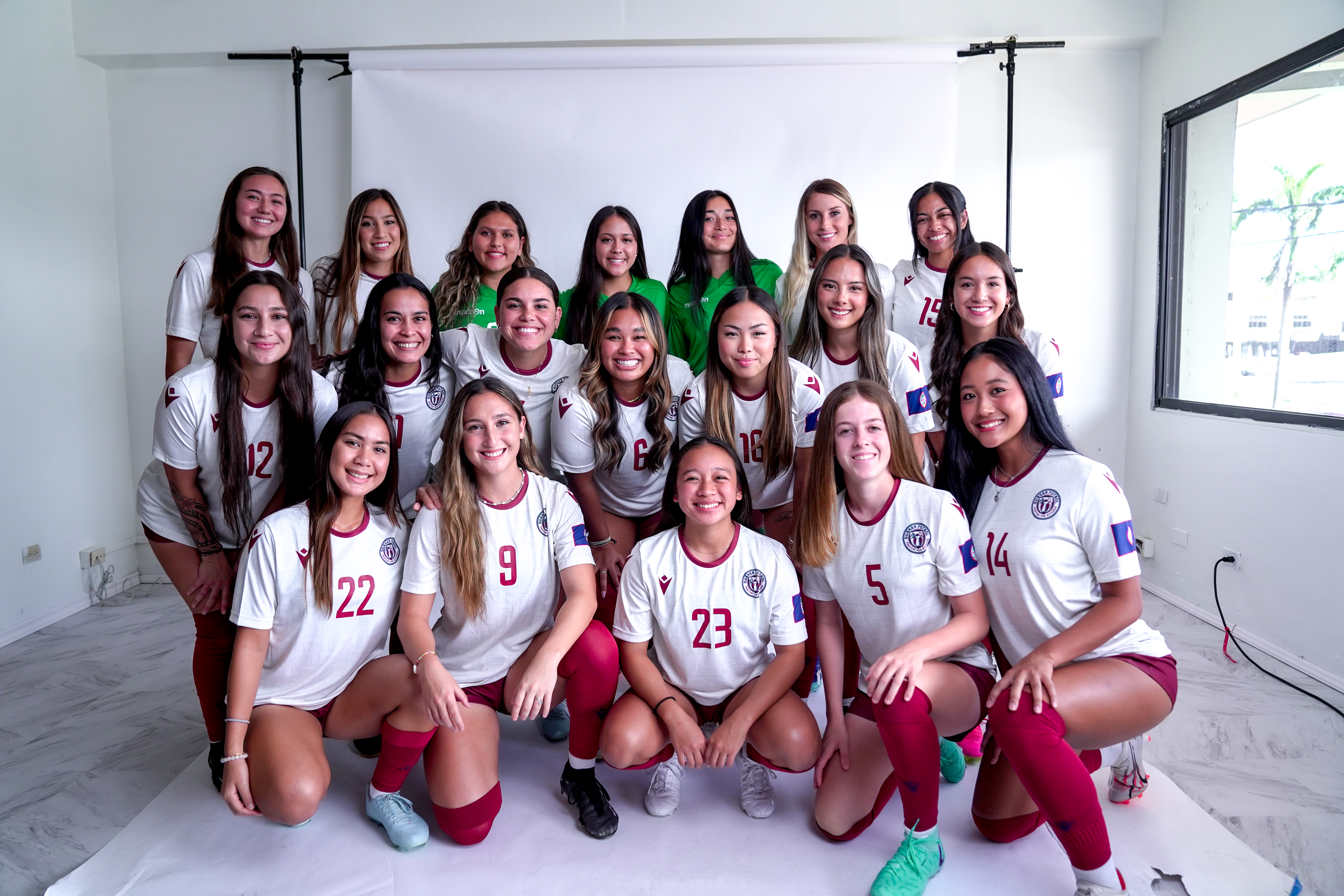
منتخب غوام الوطني للسيدات خلال يوم الإعلام قبل انطلاق بطولة شرق آسيا.